# Verbolzung (Bergbau)
Als Verbolzung bezeichnet man im Berg- und Tunnelbau die axiale Verkettung des Streckenausbaus. Das Verbolzen dient beim Streckenausbau dazu, die Einzelbaue gegen eine Schubwirkung in Längsrichtung zu sichern.

## Grundlagen
Durch Gebirgsbewegungen oder Schießarbeit entstehen Schubkräfte, die in Längsrichtung auf den Streckenausbau wirken. Damit der Streckenausbau diese Schubkräfte besser aufnehmen kann, muss er in Längsrichtung der Schubkräfte versteift werden. Durch diese Versteifung bilden die einzelnen Baue ein komplettes Tragwerk. Dieses Tragwerk ist in der Lage, die Schubkräfte besser aufzunehmen. Durch die Verbolzung wird gleichzeitig die freie Knicklänge des Ausbaus herabgesetzt, dadurch wird eine Verminderung der Tragfähigkeit verhindert. Außerdem wird durch die Verbolzung der Zerstörung des Ausbaus durch Verkanten der Einzelbaue oder Ausknicken in Richtung der Strecke entgegengewirkt. Um diese Anforderungen zu erfüllen, muss die Verbolzung eine ausreichende Festigkeit gegenüber Druck, Zug, Knickung und Biegung haben. Außerdem muss sie fest sitzen und möglichst leicht einzubauen sein. Je nach Beanspruchung müssen mehrere Bolzen in gleicher Höhe eingebaut werden. Eine gute Verbolzung ist insbesondere beim nachgiebigen Ausbau erforderlich, denn bei diesem Ausbautyp ist die Nachgiebigkeit nur dann gewährleistet, wenn die Richtung des Lastangriffes nur unwesentlich von der Ebene des einzelnen Ausbaus abweicht. Die Anzahl und die Abstände der Bolzen sind genormt.

## Bolzen
Je nach Anforderung werden Bolzen aus Holz oder Bolzen aus Stahl verwendet.

### Holzverbolzung
Bei der Holzverbolzung werden Rundhölzer verwendet, die entsprechend der benötigten Länge passend gesägt werden. Die Rundhölzer haben in der Regel einen Durchmesser von acht bis zwölf Zentimetern. Die Anzahl der Bolzen ist abhängig vom seitlichen Gebirgsdruck. Wenn starker Druck zu erwarten ist, werden die Bolzen lückenlos als Vollverbolzung eingebracht. Die Holzverbolzung hat den Vorteil, dass die einzelnen Bolzen ein geringes Gewicht haben und kostengünstig sind. Die Bolzen lassen sich entsprechend dem Abstand der Einzelbaue leicht auf die gewünschte Länge absägen. Auch die Stärke der Bolzen lässt sich leicht an den Ausbau anpassen. Nachteilig ist jedoch, dass Holzbolzen keine Zugkräfte aufnehmen können. Außerdem fallen sie ohne Sicherung nach einiger Zeit aus dem Ausbauprofil heraus, Grund hierfür ist die Trocknung des Holzes. Zur Sicherung der Holzbolzen gibt es verschiedene Bolzenhalter. Bestimmte Ausbaue mit Stegprofil haben eine eingeschweißte Bolzensicherung.

### Stahlverbolzung

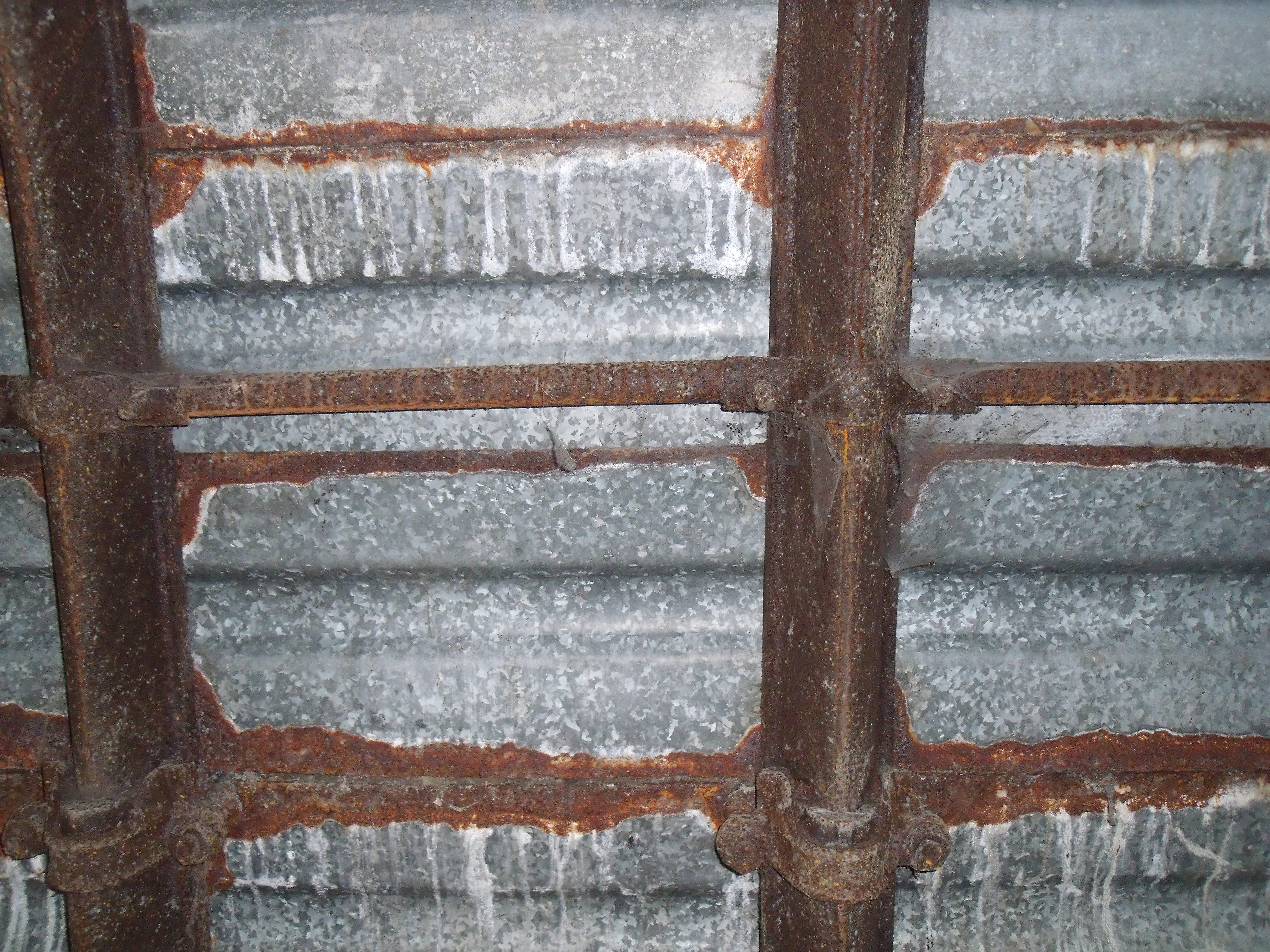
Rohrverbolzung beim Gleitbogenausbau

Bei der Stahlverbolzung werden Distanzeisen aus U-, L-Profilstählen oder Rohrprofilen verwendet. Die Verbolzungen sind entweder starr, verstellbar oder gelenkig verstellbar. Stahlverbolzungen sind in der Lage, auch Zugkräfte aufzunehmen. Bei Ausbauen aus TH-Profil, wie dem Gleitbogenausbau, haben sich Verbolzungen aus Rohrprofilen gut bewährt. Die Verbolzungen besteht aus einem Distanzeisen mit einer dem Bauabstand angepassten Länge. Durch die Länge der Verbolzung wird zugleich auch der Abstand der einzelnen Baue festgelegt. Aus diesem Grund bezeichnet man sie in einigen Bergrevieren auch als Abstandseisen. Auf jeder Seite des Distanzeisens befindet sich eine Lasche, diese ist mit dem Distanzeisen verschraubt und ist so lang, dass sie das Ausbausegment übergreift. In der Lasche befindet sich eine Hakenschraube mit einer passenden Mutter. Die Hakenschraube wird so angebracht, dass sie hinter den Ausbau greift, anschließend wird die Schraube mit der Mutter befestigt.